# サミュエル・グエ
サミュエル・イヴ・ウ・グウェ（フランス語: Samuel Yves Oum Gouet、1997年12月14日 - ）は、カメルーンのサッカー選手。カメルーン代表。ポジションはMF。

## 経歴

### クラブ
2017年にSCラインドルフ・アルタッハに加入。
2021年6月23日にKVメヘレンに3年契約で移籍した。

### 代表
2016年1月6日に行われたルワンダ代表との親善試合でA代表初出場を記録した。2022年11月10日に2022 FIFAワールドカップに臨む代表に選出された。

## 代表歴

### 出場大会
- カメルーン代表
  - 2022 FIFAワールドカップ

### 試合数
- 国際Aマッチ 25試合 0得点（2016年-）[4]

| カメルーン代表 | 国際Aマッチ | 国際Aマッチ |
| 年             | 出場        | 得点        |
| -------------- | ----------- | ----------- |
| 2016           | 6           | 0           |
| 2017           | 0           | 0           |
| 2018           | 0           | 0           |
| 2019           | 0           | 0           |
| 2020           | 2           | 0           |
| 2021           | 5           | 0           |
| 2022           | 11          | 0           |
| 2023           | 1           | 0           |
| 通算           | 25          | 0           |